# Крейсера-скауты типа «Сентинел»
Крейсера типа «Сентинел»—серия крейсеров британского Королевского флота, построенная в 1900-х гг. XX века. Первые Британские скауты. Проект стал развитием крейсеров III класса типа «Джем». Всего было построено 2 крейсера: «Сентинел» (англ.  Sentinel ), «Скирмишер» (англ.  Skirmisher). Они были частью большого заказа на восемь крейсеров-скаутов, разделенного между четырьмя верфями, каждый из которых разработали оригинальные корабли, но по единой спецификации Адмиралтейства: ход- 25 узлов, 10 76-мм, 8 47-мм пушек, два торпедных аппарата.

## Проектирование
Факт постройки в Германии, по заказу русского Адмиралтейства, первого в мире 25-узлового крейсера «Новик», ревностно восприняли в английском Адмиралтействе.
Происхождение этих крейсеров идёт от относительно крупных и мореходных эсминцев типа «Ривер». Так же несомненно влияние и «гигантского миноносца», так в британской прессе именовали русский «Новик».

## Конструкция
В британском флоте вскоре появился новый подкласс крейсеров 3-го класса — так называемые «скауты» («разведчики» — Scout Cruisers). Эти лёгкие быстроходные корабли проектировались конструкторскими бюро ведущих английских верфей, специализировавшихся на постройке эсминцев, строились на этих же верфях, а затем действовали совместно с построенными этими верфями эсминцами, выполняя функции лидеров флотилий. Главным достоинством скаутов являлась высокая скорость хода до 25 узлов, благодаря мощной силовой установке, в состав которой входили до 20 паровых котлов и поршневые машины тройного расширения. На первых порах этого оказалось достаточно.

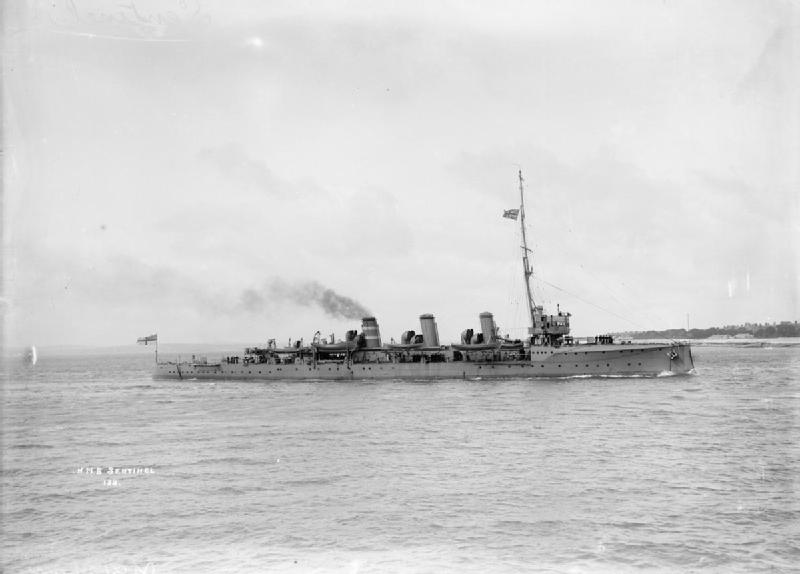
Крейсер-скаут «Сентинел» в 1904 году

По сути, британские крейсера скаутского ранга представляли собой бронепалубные эсминцы увеличенного водоизмещения с двигательными установками мощностью до 18 000 л. с., работающими на угле.
Однако к 1912 году в результате дальнейшего развития эскадренных миноносцев возникла ситуация, когда уже построенные крейсера-скауты перестали отвечать предъявляемым к ним требованиям. Новые британские эсминцы типов Acheron, Acasta или Laforey, имевшие водоизмещение 1000—1300 т, уверенно держали в открытом море ход около 28 узлов, и скауты со своими 25 узлами попросту не поспевали за своими подопечными. Кроме того, теперь они могли поддерживать ведомые ими миноносные флотилии скорее количеством орудий, чем их калибром, поскольку четырёхдюймовки (на которые перевооружили скауты) уже входили в состав вооружения самих эсминцев.

### Силовая установка
Две четырёхцилиндровые паровые машины тройного расширения. Полный запас угля: 410 дл. тонн. Дальность плавания на 10-узловом ходу 2460 миль.

### Бронирование
Горизонтальный участок палубы имел толщину 15-37-15 мм (броневая палуба была 15 мм в корме, 37 мм над силовой установкой и толщиной 15 мм вперед машинными отделениями), скосы опускавшиеся к бортам и гласисы имели толщину 37 мм.

### Вооружение
В отличие от своих прототипов несли ослабленное вооружение из 10 трёхдюймовых пушек и восьми 47-мм пушек. В 1911—1912 годах перевооружены на 9 102-мм орудий Mk IV с 31-фунтовыми (14,06 кг) снарядами с начальной скоростью 722 м/с теперь крейсера были вооружены более дальнобойными и мощными пушками чем крейсера типа P. После перевооружения вооружение возросло примерно на 15 тонн.

## Служба
- «Сентинел» — заложен 8 июня 1904 г., спущен 19 апреля 1904 г., в строю с апреля 1905 г.
- «Скирмешир» — заложен 8 января 1904 г., спущен 29 июля 1904 г., в строю с июля 1905 г.[5]

«Сентинел» в начале войны был лидером 8-й флотилии эсминцев (Фёрт-оф-Форт). «Скирмешир» являлся лидером 7-й флотилии эсминцев, базирующейся в устье Хамбера.
В 1915 году переведены в 6-й эскадру крейсеров и переклассифицированы в лёгкие крейсера.